# Роковой карнавал
«Роковой карнавал» — третий студийный альбом российской рок-группы «КняZz». Радиопрезентация альбома состоялась 15 сентября 2013 года на «Нашем радио». С этого же дня альбом доступен для платной загрузки в сервисе iTunes. С 16 сентября «Роковой карнавал» доступен для бесплатного прослушивания на сайте «Нашего радио». Выходу пластинки предшествовал сингл «Горгона», который увидел свет 15 июля 2013 года. На CD альбом был официально выпущен 30 сентября. К этому событию была приурочена автограф-сессия группы, которая прошла в Санкт-Петербурге. Концерты-презентации альбома состоялись 18 октября в столичном клубе Moscow Hall и 25 октября на сцене питерской концертной площадки «А2».

## История создания
Информация о новом альбоме появилась в конце декабря 2012 года. В январе 2013 года музыканты начали готовить песни для новой программы, а в мае приступили к студийной записи. Первыми были записаны песни «Актриса», «Горгона» и «Гримёр», выпущенные на сингле «Горгона». Название альбома «Роковой карнавал» было опубликовано 17 июня. Наряду с новыми песнями, для пластинки записана старая — «Конь Морглена», ранее более известный поклонникам как «Конь Ерофея». Работа над пластинкой была полностью завершена к 11 сентября.
В альбом «Тень клоуна» (2008) группы «Король и Шут» вошла композиция A.M.T.V., музыка которой написана Михаилом Горшенёвым. Андрей Князев написал свой вариант текста для песни на тему Отечественной войны 1812 года, однако Михаилу Горшенёву он показался слишком громоздким и к тому времени Михаил уже сочинил свои стихи к этой композиции. Кроме того, эту же тему для альбома уже была написана песня «В Париж — домой». В итоге в композиции оставили текст Михаила Горшенёва, а Андрей Князев наложил на свой вариант текста другую музыку и в 2013 году записал её как песню «Дезертир».

## Список композиций
Слова и музыка всех песен — Андрей Князев.
| №   | Название           | Длительность |
| --- | ------------------ | ------------ |
| 1.  | «Пролог»           | 1:20         |
| 2.  | «Роковой карнавал» | 3:29         |
| 3.  | «Казнь Шута»       | 3:37         |
| 4.  | «Норманны»         | 5:02         |
| 5.  | «Горгона»          | 4:57         |
| 6.  | «Конь Морглена»    | 3:51         |
| 7.  | «Клоун»            | 2:49         |
| 8.  | «Сидеть и ждать»   | 3:32         |
| 9.  | «Шоу Трумана»      | 3:11         |
| 10. | «Гримёр»           | 4:58         |
| 11. | «Актриса»          | 4:17         |
| 12. | «Один, как тень»   | 3:37         |
| 13. | «Дезертир»         | 5:37         |

## Участники записи
Группа «КняZz»:
- Андрей Князев — вокал, музыка, тексты.
- Дмитрий Ришко — скрипка, гитара, клавишные, бэк-вокал.
- Владимир Стрелов — гитара, бэк-вокал.
- Димитрий Наскидашвили — бас-гитара, бэк-вокал.
- Павел Лохнин — ударные.

Приглашённый музыкант:
- Лена Тэ — виолончель (кроме 1, 2, 3, 7 и 11).
- Аранжировки — группа «КняZz».
- Запись и сведение — Юрий Смирнов (студия «Контакт», Санкт-Петербург)
- Мастеринг — Steve Corrao (студия «SAGE AUDIO», Нэшвилл, США).
- Художник-оформитель — Андрей Князев, фото — Светлана Спеко.